# Ana de Aragón
Ana de Aragón (España, - Rivarolo Mantuano, agosto de 1567) fue una noble española del siglo xvi, duquesa consorte de Sabbioneta. Era hija de Alfonso de Aragón y Portugal (1489-1562), segundo duque de Segorbe y Virrey de Valencia y de Juana III de Cardona (1499-1564), duquesa de Cardona.
El 8 de mayo de 1564 se casó con el duque de Sabbioneta Vespasiano I Gonzaga. La muerte de Ana queda envuelta en el misterio. Vespasiano, celoso de su esposa, la hizo recluir en el castillo de Rivarolo, donde murió de desnutrición en 1567.

## Descendencia
Vespasiano y Ana tuvieron tres hijos:
- Giulia (1565-1565)
- Isabella (1565-1637), heredera universal de Vespasiano;
- Luigi (1566-1580). Con él se extinguió la rama de los Gonzaga de Sabbioneta.